# The Last Days of Disco Stick
"The Last Days of Disco Stick" é o 53º episódio da série de televisão da The CW, Gossip Girl. Foi também o décimo episódio da terceira temporada do programa. Foi ao ar em 16 de novembro de 2009, e foi escrito por Leila Gerstein e dirigido por Tony Wharmby. O episódio apresenta uma participação especial e performance de Lady Gaga. O episódio é a última aparição de Hillary Duff na série.

## Enredo
Serena (Blake Lively) continua a ter química com Tripp (Aaron Tveit), ela sabia que estava errada e foi até Nate (Chace Crawford) em busca de ajuda. Nate decide não deixar Serena fora de sua vista até que Tripp parte para Washington D.C. no dia seguinte, eles passam muito tempo juntos. Em um bar, Nate confessa que sempre esteve apaixonado por Serena e se inclina para beijá-la. Enquanto ele faz isso, Tripp aflito entra e interrompe. Ele acabou de saber que não era o avô deles que montou o homem que estava se afogando no rio Hudson no dia da eleição, mas sua esposa. Agora que seu casamento acabou, Serena vai consolá-lo. Nate pede que ela não vá, mas ela insiste.
As coisas são difíceis entre Dan (Penn Badgley), Vanessa (Jessica Szohr) e Olivia (Hilary Duff) agora depois de seu ménage à trois. Nate diz a Dan que a terceira pessoa deve ser sempre uma estranha. Vanessa e Olivia brigam pelo tempo e atenção de Dan. Eles são todos reunidos por Blair (Leighton Meester) para uma atuação. Blair dirige outro de seus esquemas populares; para entrar na elite da Tisch School of the Arts. Eles organizaram uma reunião de atores e escritores para apresentar uma peça baseada na cultura pop: uma Branca de Neve moderna usando a música de Lady Gaga. Blair originalmente não foi convidada, mas conseguiu que Olivia a entrasse com suas conexões.
Dan traz Vanessa como a diretora da peça. Olivia e Vanessa disputam a atenção de Dan. Durante uma das cenas, Olivia chama Dan por ter algo por Vanessa. Ela sai, deixando Vanessa para substituí-la como Branca de Neve. Quando Dan beija Vanessa, ele percebe que ele tem sentimentos por ela o tempo todo. Infelizmente, Vanessa está interessada em algum cara artístico de Tisch. Olivia decidiu sair da NYU, deixando Dan sozinho.
Blair trouxe Lady Gaga no palco que realmente impressionou seus colegas de classe. Enquanto isso, Jenny (Taylor Momsen) andou pela cidade de Nova York com um dos clientes de Chuck (Ed Westwick), o traficante internacional Damien Dalgaard (Kevin Zegers). Ela se mete em uma troca de drogas. Chuck entra para salvar Jenny. Embora Jenny não sinta que precisa de proteção e manda um texto para Damien sair novamente.

## Produção
O episódio marca a última aparição de Hilary Duff no papel de Olivia Burke após concluir todo o contrato como personagem recorrente da terceira temporada. A artista de Lady Gaga faz uma aparição.

### Estilo
Semelhante à maioria dos episódios de Gossip Girl, "The Last Days of Disco Stick" se baseou fortemente na moda. O figurinista Eric Daman vestiu Leighton Meester em um casaco Theory, polainas Vince, uma bolsa Chanel, chapéu Ralph Lauren e Manolo Blahnik. Ao criar o visual mais maduro de Blair, Daman afirmou: "Eu escolhi roupas muito elegantes e muito lineares... É quase arquitetônico no design." Daman se inspirou no personagem de Jenny, citando sua preferência por usar "muitas roupas vintage como jeans rasgados e camisetas manchadas de tinta", e vestido Momsen em uma jaqueta Alexander Wang sobre um vestido Topshop e calças Hue. Daman também citou a artista Courtney Love como uma inspiração para o estilo do personagem. Ao vestir Blake Lively, Daman considerou a confusão de Serena sobre seus sentimentos pelo congressista casado e incorporou a roupa de seu personagem no episódio. "Do ponto de vista da moda, Serena está em uma pequena crise de identidade", Daman explicou que InStyle elogiou Serena em seu vestido Twenty8Twelve, Alice e Olivia usam calças Hue, uma bolsa Kotur, colar Stephen Dweck e Manolo Blahniks, descrevendo-a como "perfeitamente combinada". Eric Daman elogiou a crescente confiança de Vanessa, comentando "Ela está se tornando sua própria mulher", e vestiu Vanessa com o casaco de Diane von Fürstenberg e Nanette Lepore com leggings da American Apparel, uma bolsa L.A.M.B. e um colar azul da Gemma Redux.

## Recepção
"The Last Days of Disco Stick" foi assistido por 2,24 milhões de telespectadores. O episódio recebeu críticas mistas, com uma classificação de 6,1 de 10 da TV.com, a 4,4 de 5 estrelas na TV Fanatic, e 7,3 de 10 estrelas no IMDb.
Isabelle Carreau, da TV Squad, disse que o episódio era muito previsível, e que, apesar de "o drama após o trio ter sido colocado no centro do palco, ainda assim caiu".